# Ulrich Robeiri
Ulrich Robeiri (n. 26 octombrie 1982, Cayenne) este un scrimer francez specializat pe spadă. 
A fost laureat de aur la Jocurile Olimpice din 2008 de la Beijing împreună cu Érik Boisse, Jérôme Jeannet și Fabrice Jeannet. Au fost porecliți „Invincibilii”, câștigând cinci titluri mondiale consecutive pe echipe (2005, 2006, 2007, 2009 și 2010). A cucerit două medalii de aur, la individual și pe echipe, la Campionatul Mondial din 2014 de la Kazan.